# Алфа (город, Миннесота)
Алфа (англ. Alpha) — город в округе Джэксон, штат Миннесота, США. На площади 0,5 км² (0,5 км² — суша, водоёмов нет), согласно переписи 2002 года, проживают 126 человек. Плотность населения составляет 274,7 чел./км².
- Телефонный код города — 507
- Почтовый индекс — 56111
- FIPS-код города — 27-01162[1]
- GNIS-идентификатор — 0639305[2]